# Cultösaurus Erectus
Cultösaurus Erectus – siódmy album studyjny zespołu Blue Öyster Cult z czerwca 1980 roku. Nagrania dotarły do 34. miejsca listy Billboard 200 w USA.

## Lista utworów
Strona A
| 1. | "Black Blade" (Eric Bloom, Michael Moorcock, John Trivers) | 6:34  |
|    |                                                            |       |
| 2. | "Monsters" (Albert Bouchard, Caryn Bouchard)               | 5:10  |
|    |                                                            |       |
| 3. | "Divine Wind" (Don Roeser)                                 | 5:07  |
|    |                                                            |       |
| 4. | "Deadline" (Roeser)                                        | 4:27  |
|    |                                                            |       |
|    |                                                            | 21:18 |
|    |                                                            |       |
Strona B
| 1. | "The Marshall Plan" (Blue Öyster Cult)               | 5:24  |
|    |                                                      |       |
| 2. | "Hungry Boys" (A. Bouchard, Caryn Bouchard)          | 3:38  |
|    |                                                      |       |
| 3. | "Fallen Angel" (Joe Bouchard, Helen Robbins)         | 3:11  |
|    |                                                      |       |
| 4. | "Lips in the Hills" (Roeser, Bloom, Richard Meltzer) | 4:24  |
|    |                                                      |       |
| 5. | "Unknown Tongue" (A. Bouchard, D. Roeser)            | 3:55  |
|    |                                                      |       |
|    |                                                      | 20:32 |
|    |                                                      |       |

## Twórcy
- Eric Bloom – gitara rytmiczna, wokal
- Donald "Buck Dharma" Roeser – gitara prowadząca, wokal
- Allen Lanier – instrumenty klawiszowe, gitara rytmiczna
- Joe Bouchard – gitara basowa, wokal
- Albert Bouchard – perkusja, wokal
- Martin Birch – producent
- Michael Moorcock – teksty
- Ellen Foley – chórki
- Karla DeVito – chórki
- Mark Rivera – saksofon